# Makarów
Makarów (ukr. Макарів, Makariw) – osiedle typu miejskiego w obwodzie kijowskim, w rejonie buczańskim na Ukrainie, leżące nad rzeką Zdwiż, w rejonie szosy żytomierskiej. Do 2020 roku siedziba władz rejonu makarowskiego.

## Historia
W 1768 r. podczas koliszczyzny kozacy wymordowali w mieście całą szlachtę polską i tutejszych Żydów.
Siedziba dawnej gminy Makarów w powiecie kijowskim.
Status osiedla typu miejskiego posiada od roku 1956.
W 1989 r. liczyło 12 072 mieszkańców.
W 2013 r. liczyło 10 148 mieszkańców.
W 2021 r. liczyło 9 589 mieszkańców
Podczas rosyjskiej inwazji na Ukrainę w okresie luty-marzec 2022 r. żołnierze Sił Zbrojnych Federacji Rosyjskiej dokonali zbrodni na ludności cywilnej miejscowości, mordując co najmniej 132 jej mieszkańców.

## Inwazja Rosji 2022 r.
Wczesnym rankiem 28 lutego Siły Zbrojne Ukrainy zaatakowały rosyjski konwój wojskowy w mieście w ramach ofensywy kijowskiej podczas rosyjskiej inwazji na Ukrainę w 2022 r.  Później tego samego dnia dwóch cywilów (72-letni mężczyzna i 68-letnia kobieta) zginęło, gdy ich samochód został ostrzelany z bojowego wozu piechoty rosyjskiej na skrzyżowaniu ulic Bogdana Chmielnickiego i Okruzhna Droga, w pobliżu szpitala.
2 marca ukraińskie wojsko poinformowało, że miasto zostało odbite od wojsk rosyjskich przez 14. Brygadę Strzelców Zmotoryzowanych i 95. Brygadę Powietrzno-Szturmową.
7 marca 13 cywilów zginęło, a 5 uratowano w nalocie na tamtejszą piekarnię i fabrykę chleba („ Макарівський хлібозавод ”).
9 marca poinformowano o ciężkich walkach pod Makarowem i kontrolą nad miastem przez wojska ukraińskie.
12 marca poinformowano, że miasto zostało zbombardowane od północy, powodując znaczne zniszczenia mieszkań, szkół i placówki medycznej prowadzonej przez Adonis Medical Group. 
15 marca siły ukraińskie odparły atak rosyjski, ale późniejsze doniesienia sugerowały, że osada została podbita przez siły rosyjskie.
22 marca Sztab Generalny Sił Zbrojnych Ukrainy poinformował, że Makarów został odbity od sił rosyjskich.
9 kwietnia władze poinformowały o 132 ofiarach rosyjskiej agresji oraz zniszczeniu wielu prywatnych domów, wieżowców, szpitali i przedszkola.